# Ucha
Ucha é uma povoação portuguesa sede da Freguesia de Ucha do Município de Barcelos, freguesia com 4,27 km² de área e 1416 habitantes (censo de 2021), tendo, por isso, uma densidade populacional de 331,6 hab./km².

## História
Fez parte do antigo concelho de Prado até extinção deste, em 24 de outubro de 1855, data a partir da qual passa para a comarca e concelho (atual município) de Barcelos.

## Demografia
A população registada nos censos foi:
| Distribuição da População por Grupos Etários | Distribuição da População por Grupos Etários | Distribuição da População por Grupos Etários | Distribuição da População por Grupos Etários | Distribuição da População por Grupos Etários |
| -------------------------------------------- | -------------------------------------------- | -------------------------------------------- | -------------------------------------------- | -------------------------------------------- |
| Ano                                          | 0-14 Anos                                    | 15-24 Anos                                   | 25-64 Anos                                   | > 65 Anos                                    |
| 2001                                         | 280                                          | 230                                          | 689                                          | 160                                          |
| 2011                                         | 252                                          | 194                                          | 801                                          | 173                                          |
| 2021                                         | 211                                          | 174                                          | 784                                          | 247                                          |

## Resultados eleitorais para a Junta de Freguesia
| Partidos    | %    | M    | %    | M    | %    | M    | %    | M    | %    | M    | %    | M    | %    | M    | %    | M    | %    | M    | %    | M    | %    | M    |
| Partidos    | 1976 | 1976 | 1979 | 1979 | 1982 | 1982 | 1985 | 1985 | 1989 | 1989 | 1993 | 1993 | 1997 | 1997 | 2001 | 2001 | 2005 | 2005 | 2009 | 2009 | 2013 | 2013 |
| ----------- | ---- | ---- | ---- | ---- | ---- | ---- | ---- | ---- | ---- | ---- | ---- | ---- | ---- | ---- | ---- | ---- | ---- | ---- | ---- | ---- | ---- | ---- |
| PPD/PSD     | 50,2 | 4    | 45,6 | 5    | 36,2 | 4    | 42,9 | 4    | 46,4 | 3    | 44,0 | 4    | 57,9 | 6    | 53,9 | 5    | 36,1 | 4    | 67,3 | 7    |      |      |
| CDS-PP      | 23,1 | 2    | 32,8 | 3    | 34,7 | 3    | 29,8 | 2    | 12,7 | 1    | 28,0 | 3    | 11,6 | 1    | 11,0 | 1    |      |      |      |      |      |      |
| PS          | 22,2 | 1    | 12,0 | 1    | 20,6 | 2    | 18,6 | 1    | 37,1 | 3    | 5,8  |      | 25,2 | 2    | 30,5 | 3    | 54,2 | 5    | 23,5 | 2    | 62,4 | 6    |
| IND         |      |      |      |      |      |      |      |      |      |      | 18,6 | 2    |      |      |      |      |      |      |      |      | 10,9 | 1    |
| PSD-CDS-PPM |      |      |      |      |      |      |      |      |      |      |      |      |      |      |      |      |      |      |      |      | 23,4 | 2    |

1. ↑  «Carta Administrativa Oficial de Portugal CAOP 2013». descarrega ficheiro zip/Excel. IGP Instituto Geográfico Português. Consultado em 10 de dezembro de 2013. Arquivado do original em 9 de dezembro de 2013
2. 1 2  Instituto Nacional de Estatística (23 de novembro de 2022). «Censos 2021 - resultados definitivos»
3. ↑  Freguesia de Ucha, , Ucha, 24 de abril de 2015
4. ↑  Instituto Nacional de Estatística (Recenseamentos Gerais da População) - https://www.ine.pt/xportal/xmain?xpid=INE&xpgid=ine_publicacoes
5. ↑  INE. «Censos 2011». Consultado em 11 de dezembro de 2022